# 凱厄瓦縣 (堪薩斯州)
凱厄瓦縣（英語：Kiowa County，簡稱KW)是美國堪薩斯州西南部的一個縣。面積1,872平方公里。根據美國2000年人口普查估計，共有人口3,278人。縣治格林斯堡 (Greensburg，毀於2007年5月4日一場龍捲風)。
成立於1867年2月26日，1875年被廢，1886年2月10日重設，縣政府於1886年3月23日成立。縣名紀念凱厄瓦人。